# 5893 Coltrane
5893 Coltrane eller 1982 EF är en asteroid i huvudbältet som upptäcktes den 15 mars 1982 av den tjeckiske astronomen Zdeňka Vávrová vid Kleť-observatoriet. Den är uppkallad efter den amerikanske musikern, John Coltrane.
Den tillhör asteroidgruppen Eunomia.